# Río La Peña
El río La Peña es un río asturiano, en Nava, más conocido por los lugareños por su nombre en asturiano: Les Mesties. Se trata de un afluente del río Pra.

## Transcurso
Nace cerca de la población de Campanal y desemboca en el Pra en el lugar llamado Molín de Pra, cerca del pueblo naveto de Piloñeta.

## Características
Río pequeño, es conocido más que nada en la zona por sus restos molineros. Además de los restos de cuatro molinos de agua pueden apreciarse a lo largo de su cauce las antiguas canalizaciones, saltos de agua y una pequeña presa.
- Datos: Q3400105